# Valticko
Valticko (dawniej Valčicko, pol. Ziemia Valticka, niem. Feldsberger  Gebiet) – obszar na południu Czech, przy granicy z Austrią. Jeden z trzech skrawków Dolnej Austrii przyłączonych do Czechosłowacji po rozpadzie monarchii habsburskiej.
Nazwą Valticko określa się okolice miasteczka Valtice między rzeką Dyją na północy a dzisiejszą granicą czesko-austriacką na południu. Obszar ten od VI wieku był zasiedlony przez Słowian, należał do państwa Samona, później do państwa wielkomorawskiego, od X wieku – do Królestwa Czech. a od XI wieku – do Marchii Wschodniej, późniejszej Austrii. Tereny te pozostały w składzie monarchii habsburskiej do czasu jej rozpadu, stopniowo ulegając częściowej germanizacji. W 1890 w powiecie valtickim mieszkało 6.023 Czechów i 25.133 Niemców.
Mocą art. 27 traktatu w Saint Germain z 10 września 1919 roku część powiatu valtickiego została 31 lipca 1920 włączona do Czechosłowacji. Przyłączony obszar – Valticko – liczył 87,26 km² powierzchni i 10.936 mieszkańców. W jego skład wchodziły wsie katastralne:
1. Valtice (niem. Feldsberg)
2. Úvaly (Garschönthal)
3. Hlohovec (Bischofswarth)
4. Poštorná (Unterthemenau)
5. Charvátská Nová Ves (Oberthemenau)

O przyłączeniu do Czechosłowacji Valtic i Úval zadecydowały wyłącznie względy gospodarcze – przez te miejscowości biegła ważna linia kolejowa Znojmo – Mikulov – Brzecław. Miejscowości te były bowiem niemal całkowicie niemieckie (97% i 99% według spisu z 1910). Natomiast o przyłączeniu wsi Hlohovec, Poštorná i Charvátská Nová Ves zadecydowały względy narodowościowe. Wsie te, zamieszkane w większości przez zesłowaczonych potomków Chorwatów (Hlohovec – 87% według spisu z 1910), po powstaniu Czechosłowacji spontanicznie zgłosiły do niej akces i zostały zajęte przez oddziały czechosłowackie (Slovácka brigáda z Břeclavia).
W 1925 roku do Czechosłowacji dołączono kolejne niewielkie obszary austriackie – w wyniku korekty granicznej niezaludnione tereny otrzymały cztery gminy: Poštorná, Sedlec, Úvaly i Valtice.
Obecnie Valticko leży w powiecie Břeclav kraju południowomorawskiego. Wsie Poštorná i Charvátská Nová Ves stanowią dziś dzielnice Břeclavia.